# Boston Terrier
Il Boston Terrier è una razza canina originaria degli Stati Uniti e riconosciuta dalla FCI (Standard N. 140, Gruppo 9, Sezione 11), molto simile al Bouledogue français.

## Origini

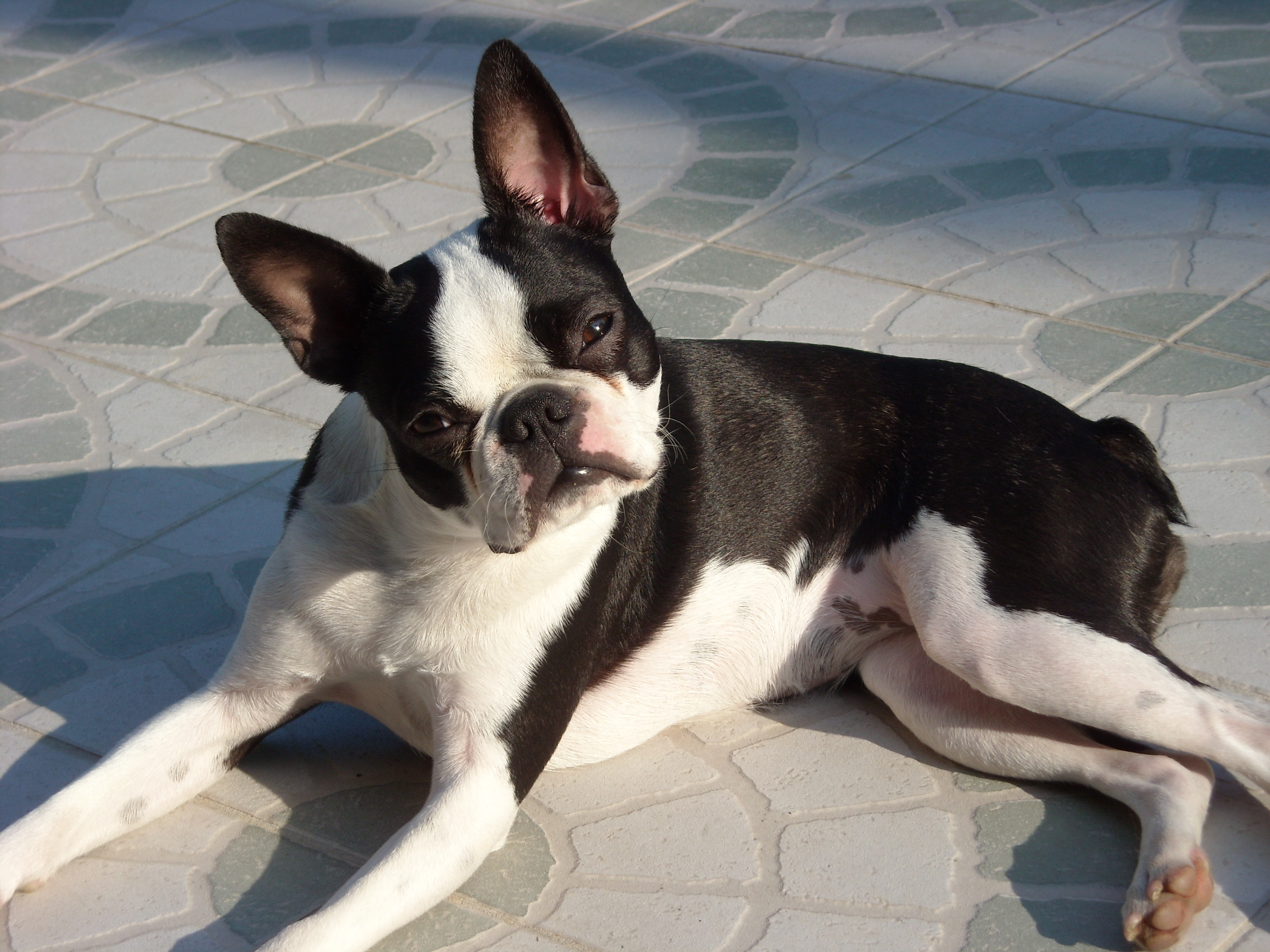
Femmina di Boston Terrier di un anno

Il Boston Terrier ha origine nella città di Boston, come il nome suggerisce. I primi esemplari erano stati selezionati come cani da combattimento incrociando il Bulldog a cani di tipo terrier di taglia piccola, creando gli antenati delle razze che oggi conosciamo come Bull Terrier e Pit Bull Terrier.
Nel 1865 il signor Robert C. Cooper di Boston, acquistò un cane di nome Judge di circa 15 kg, dall'aspetto ben proporzionato, a macchie nere e collo bianco, coda ad uncino e orecchie a conchiglia. Il suo aspetto era molto simile ad un bulldog ma con la taglia contenuta di un terrier. Il primo si chiamava Pipio.
Judge fu incrociato con una cagnetta di White English Terrier (ormai estinto) di nome Gyp, compatta, dalla testa squadrata e corta. Dall'unione nacque Eph, mantello tigrato a chiazze bianche, le caratteristiche morfologiche del padre, ma col peso della madre.
Successivamente Eph fu accoppiato con una cagnetta di 9 kg, Kate, che possedeva testa corta, coda ritta e mantello tigrato dorato.
Da questo incrocio nacque Tom, circa 10 kg, macchia bianca sul muso, così come piedi e petto, coda corta "uncinata", mantello color tigrato scuro. Questo, a detta degli esperti fu il primo vero esemplare di Boston Terrier.

## Carattere
È un cane molto socievole, affettuoso, giocherellone. Va d'accordo sia con i bambini e con gli adulti ed è anche il compagno ideale per chi è amante dei cani
si adatta alla vita di campagna e a quella di città però avrà dei caratteri differenti.
il boston terrier non abbaia quasi mai, solo per difendere il proprio padrone o se sente dei rumori insoliti. Gli piace fare passeggiate lunghe e ama stare molto all'aria aperta, ama scoprire nuovi territori e gli piace correre all'aperto.
Soffre il freddo. I suoi piedi non trattengono lo sporco. È anche, come tutti i Terrier, una razza testarda quindi è meglio addestrarlo fin da piccolo. Il maschio ha un carattere dominante sugli altri cani sia maschi che femmine di qualsiasi stazza, è meglio fin da cucciolo, farlo socializzare con altri cani. È fedele al padrone.

## Aspetto generale
Il Boston terrier è un cane di taglia piccola ma compatto. Si distingue in tre pesi, leggeri sotto i 6,75 kg, medi tra i 6,25 kg e i 9 kg e i pesanti dai 9 kg e non oltre gli 11,25 kg. 
È corto, iscritto in un quadrato, muscoloso con muso corto e occhi grandi, scuri ed espressivi. Le orecchie sono dritte e appuntite, le zampe slanciate. 
Il pelo è corto e lucido.
Alcuni esemplari possono nascere anuri o brachiuri.

## Le patologie della razza
Il Boston Terrier, come quasi tutte le razze di taglia piccola, può andare incontro a lussazioni della patella (ginocchio) congenite, oculopatie, allergie e problemi cardiaci. Negli allevamenti specializzati vengono però effettuati controlli e test sui cani così da scongiurare quasi al 90% la possibilità che tali patologie siano presenti nei cuccioli.

## Riferimenti nella cultura di massa
- Nel manga Le bizzarre avventure di JoJo di Hirohiko Araki uno dei personaggi della terza serie è un Boston Terrier di nome Iggy.
- Nel manga To Love-Ru e nel seguito To Love-Ru Darkness, uno dei personaggi principali, Haruna Sairenji, possiede un Boston Terrier chiamato Maron.